# Claudia Losch
Claudia Losch (Wanne-Eickel, 10 januari 1960) is een voormalige Duitse atlete, die was gespecialiseerd in het kogelstoten. In de jaren tachtig domineerde ze het Duitse kogelstoten. Ze werd olympisch kampioene, wereldindoorkampioene, tweemaal Europees indoorkampioene en meervoudig nationaal kampioene in deze discipline. Ze was ook een sterk discuswerpster, getuige haar nationale titel in 1986. Zij nam tweemaal deel aan de Olympische Spelen en veroverde bij die gelegenheden eenmaal goud.

## Loopbaan
Op de Olympische Spelen van 1984 in Los Angeles won Losch een gouden medaille. Met een beste poging van 20,48 m versloeg ze de Roemeense Mihaela Loghin (zilver; 20,47) en de Australische Gael Martin (brons; 19,19).
In 1992 beëindigde Losch haar carrière en sindsdien is zij werkzaam als opticien.
In haar actieve tijd was ze aangesloten bij LG Bayer Leverkusen (1982), LAC Quelle Fürth (1983-1986) en LC Olympiapark München (1987-1988). 
Over de werpgroep van Christian Gehrmann, die ook Claudia Losch naar olympisch goud begeleidde, bestaan talrijke vermoedens van doping, die onder meer door kogelstootster Petra Leidinger geuit werden. Claudia Losch weigerde in 1990 mee te werken aan een dopingtest.

## Titels
- Olympisch kampioene kogelstoten - 1984
- Wereldindoorkampioene kogelstoten - 1989
- Europees indoorkampioene kogelstoten - 1988, 1989, 1990
- Duits kampioene kogelstoten - 1991
- West-Duits kampioene kogelstoten - 1982, 1983, 1984, 1985, 1986, 1987, 1988, 1989, 1990
- West-Duits kampioene discuswerpen - 1986
- West-Duits indoorkampioene kogelstoten - 1983, 1984, 1987, 1988, 1989

## Persoonlijke records
| Onderdeel             | Prestatie | Datum            | Plaats      |
| --------------------- | --------- | ---------------- | ----------- |
| kogelstoten (outdoor) | 22,19 m   | 23 augustus 1987 | Hainfeld    |
| kogelstoten (indoor)  | 21,46 m   | 4 februari 1986  | Zweibrücken |

## Palmares

### kogelstoten
- 1983:  Universiade - 18,81 m
- 1983: 7e WK - 19,72 m
- 1984:  EK indoor - 20,23 m
- 1984:  OS - 20,48 m
- 1985:  EK indoor - 20,59 m
- 1986:  EK indoor - 20,48 m
- 1986: 4e EK - 20,54 m
- 1987:  WK indoor - 20,14 m
- 1987: 4e WK - 20,73 m
- 1988:  EK indoor - 20,39 m
- 1988: 5e OS - 20,27 m
- 1989:  WK indoor - 20,45 m
- 1989:  Europacup - 20,17 m
- 1989:  Wereldbeker - 20,10 m
- 1990:  EK indoor - 20,64 m
- 1990: 4e EK - 19,92 m
- 1991: 4e WK - 19,74 m